# Bucey-en-Othe
Bucey-en-Othe ist eine französische Gemeinde mit 433 Einwohnern (Stand 1. Januar 2022) im Département Aube in der Region Grand Est (vor 2016 Champagne-Ardenne). Sie gehört zum Kanton Aix-Villemaur-Pâlis im Arrondissement Troyes. Die Einwohner werden Bucetons und Bucetonnes genannt.

## Geographie
Bucey-en-Othe liegt etwa 14 Kilometer westsüdwestlich von Troyes. 
Nachbargemeinden sind Fontvannes im Norden und Nordosten, Messon im Osten, Prugny im Südosten, Vauchassis im Südosten und Süden, Chennegy im Süden und Südwesten, Estissac im Westen sowie Dierrey-Saint-Julien im Nordwesten.

## Bevölkerungsentwicklung
| Jahr                       | 1962 | 1968 | 1975 | 1982 | 1990 | 1999 | 2006 | 2011 | 2019 |
| -------------------------- | ---- | ---- | ---- | ---- | ---- | ---- | ---- | ---- | ---- |
| Einwohner                  | 273  | 224  | 221  | 317  | 341  | 341  | 407  | 439  | 436  |
| Quellen: Cassini und INSEE |      |      |      |      |      |      |      |      |      |

## Sehenswürdigkeiten

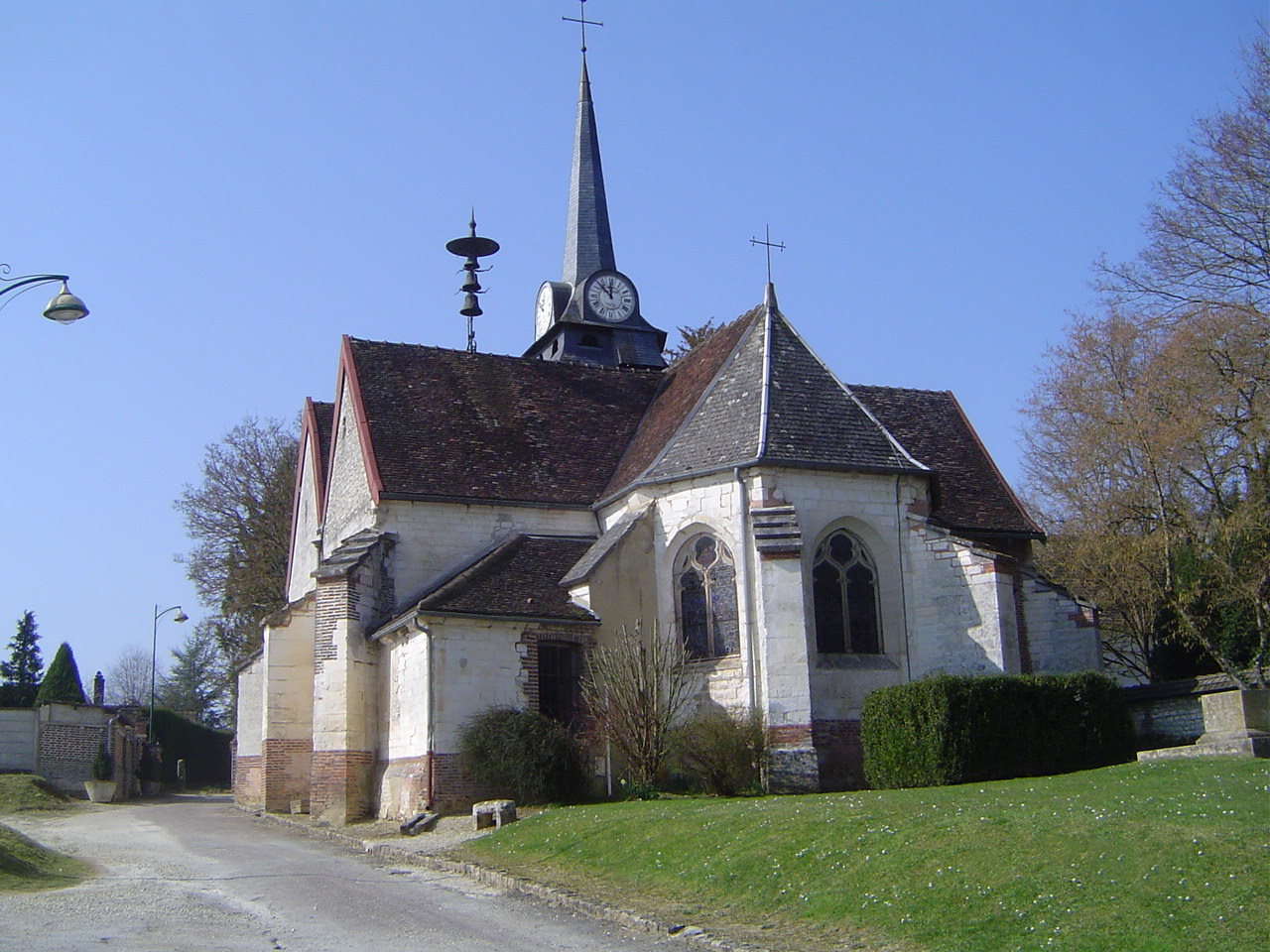
Kirche Saint-Jacques-le-Majeur
- Reste des Schlosses aus dem 16. Jahrhundert, seit 2005 Monument historique
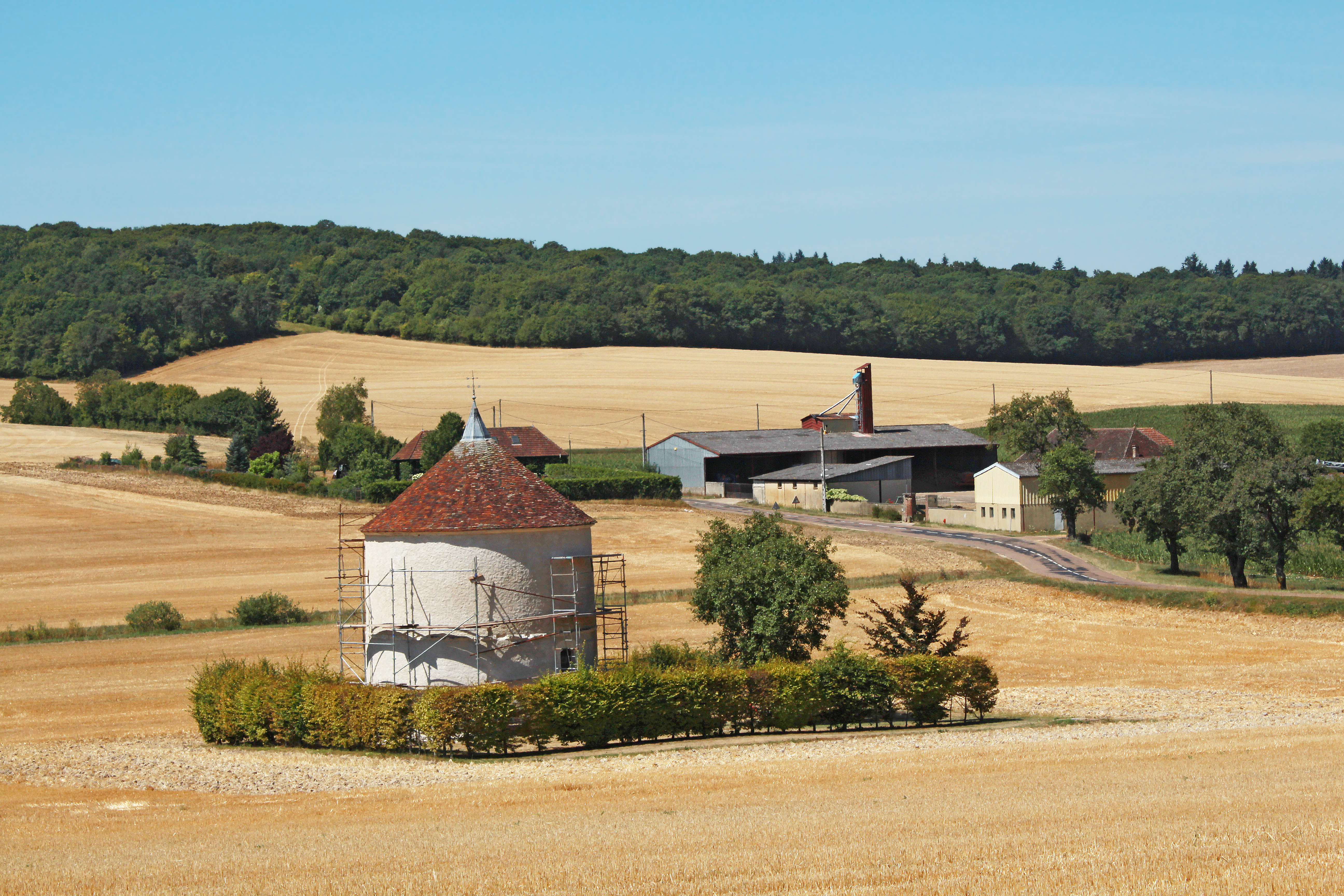
Taubenturm im Ortsteil Le Chaast

- Kirche Saint-Jacques-le-Majeur
- Taubenturm im Ortsteil Le Chaast